# Marcin Józef Żebrowski
Marcin Józef Żebrowski (1702 – Wieluń, 29 giugno 1770) è stato un compositore e musicista polacco, attivo a Częstochowa tra il 1740 e 1780.
Sul conto di Żebrowski si conosce molto poco. Egli risulta attivo tra il 1748 e il 1765 e possibilmente anche nel 1780 come membro della cappella del monastore paolino di Częstochowa. Attualmente ci giungono oltre 30 manoscritti dei suoi lavori datati dal 1752 al 1798 (probabilmente in parte in forma autografa).
Egli fu un tipico rappresentante dell'uso dello stile galante nella musica sacra, dove viene posta molta attenzione all'abbellimento delle linee melodiche. Ciò nonostante alcune sue composizioni mostrano le tipiche caratteristiche del tardo barocco, come l'impiego della polifonia, della tecnica del concertato e di strutture a multi-sezioni.

## Composizioni
- 6 Messe (1 perduta)
- 2 vespri
- Magnificat
- Ecce vidimus eum
- Mittit ad virginem
- Rorate caeli
- 5 arie e duetti
- 6 Andante pro processione
- 12 Sonatae pro processione
- Altri lavori di dubbia attribuzione